# Guerra lamiaca
La guerra lamiaca (323-322 a. C.), también llamada guerra griega, fue un conflicto militar ocurrido en Grecia a comienzos del período helenístico. Atenas, junto a sus polis aliadas de la Grecia continental, se alzó contra el gobierno supremo macedonio de Antípatro, regente de Macedonia y Grecia. Esta fue la última guerra en que Atenas desempeñó un papel principal; después de ser derrotada, los atenienses perdieron su independencia.

## Origen
La revuelta comenzó luego de que la noticia de la muerte de Alejandro Magno en Babilonia llegó a Grecia. Los discursos de Leóstenes e Hipérides incitaron a que Atenas iniciara la guerra. Junto a sus aliados del norte y centro de Grecia, los atenienses vencieron a Antípatro en combate y lo obligaron a refugiarse en Lamia, donde fue asediado durante varios meses.
Tras ser socorrido por las tropas lideradas por Leonato, Antípatro consiguió poder salir de Lamia y regresar a Macedonia. Una vez allí logró obtener el refuerzo de las tropas de Crátero que llegaron por mar, y enfrentó a los aliados en la batalla de Cranón (5 de septiembre de 322 a. C.) en Tesalia.

## Batallas
La batalla fue un éxito total para Antípatro. Poco después, Demóstenes se suicidó ingiriendo veneno e Hipérides fue asesinado por orden de Antípatro. El resultado de la guerra fue la (momentánea) eliminación de toda resistencia griega al dominio macedonio. La Guerra Lamiaca sucedió al mismo tiempo que otras sublevaciones en Capadocia y en los dominios orientales del imperio, que fueron sofocados por Pérdicas y Eumenes, y por Pitón, respectivamente.

## Resultado
En octubre de 323 a. C., Atenas y la Liga Etolia desplegaron un ejército de 30.000 hombres y capturaron las Termópilas, consiguiendo también mantener al ejército de Antípatro arrinconado en Lamia. Sin embargo, luego de la deserción de la Liga Etolia, los atenienses fueron derrotados en Amorgos, en el curso de una importante batalla marítima en 323 a. C., y después en tierra en la batalla de Cranón, Macedonia, en septiembre de 322 a. C. Esto dejó a Atenas sin otra opción excepto rendirse en forma incondicional.
Para Atenas, el costo fue muy grande: Algunos de sus líderes más importantes fueron ejecutados, y el grandioso orador y filósofo Demóstenes se suicidó. Atenas debió pagar una indemnización sumamente elevada y perdió su forma de gobierno democrático, convirtiéndose en una oligarquía. El Pireo, su puerto principal, fue entregado a los macedonios.